# Jan Erazm Maksymilian Ślubicz-Załęski
Jan Erazm Maksymilian Ślubicz-Załęski herbu Prus III (ur. 1840 w Jaszczwi, zm. 1897 w Jarosławiu) – powstaniec styczniowy

## Życiorys
Urodził się 19 maja 1840 roku w majątku Jaszczew w powiecie jasielskim jako syn Leona i Anieli hr. Bukowskiej herbu Ossowia. Posiadał wyższe wykształcenie z tytułem inżyniera. Pracował w Jarosławiu w strukturach Kolei Państwowej. Brał udział w powstaniu styczniowym w 1863 roku. Zmarł 7 września 1897 roku w Jarosławiu.

## Rodzina
Dwukrotnie żonaty
- z Michaliną Anielą Gumowską miał czworo dzieci
- ze Stefanią Mysłowską miał pięcioro dzieci